# Palomena
Palomena är ett släkte av insekter. Palomena ingår i familjen bärfisar.
Släktet innehåller bara arten Palomena prasina.